# Danby (Nueva York)
Danby es un pueblo ubicado en el condado de Tompkins en el estado estadounidense de Nueva York. En el año 2000 tenía una población de 3,007 habitantes y una densidad poblacional de 22 personas por km².

## Geografía
Danby se encuentra ubicado en las coordenadas 43°20′15″N 76°28′22″O / 43.33750, -76.47278.

## Demografía
Según la Oficina del Censo en 2000 los ingresos medios por hogar en la localidad eran de $50,348, y los ingresos medios por familia eran $52,303. Los hombres tenían unos ingresos medios de $34,181 frente a los $30,136 para las mujeres. La renta per cápita para la localidad era de $23,078. Alrededor del 5.1% de la población estaban por debajo del umbral de pobreza.